# Tajcy
Tajcy è una cittadina della Russia europea nordoccidentale, situata nella oblast' di Leningrado (rajon Gatčinskij).
Sorge nella parte centrale della oblast', 33 chilometri a sud della metropoli di San Pietroburgo.